# Eryx jayakari
Espèce
Statut de conservation UICN

 LC  : Préoccupation mineure
Eryx jayakari, aussi appelé le boa des sables d'Arabie, est une espèce de serpents de la famille des Boidae.

## Répartition
Cette espèce se rencontre en Iran, au Yemen, au Koweït, en Arabie saoudite, aux Émirats arabes unis et en Oman.

## Étymologie
Cette espèce est nommée en l'honneur de Atmaram Sadashiv Jayakar (1844-1911).

## Description
Les petits yeux d'Eryx jayakari se trouvent étrangement sur le haut de son crâne. La couleur de ses écailles peut être beige, noire, brun, en passant par un certain ton de rouge-orange. Parfois, on peut même en voir avec une nuance bleue.
Il avoisine les 20 cm. La femelle est plus grande que le mâle.

## Alimentation
Ce serpent est carnivore. Il mange majoritairement des lézards (50%), mais peut aussi se nourrir de rongeurs (25%) ou arthropodes (12,5%).

## Publication originale
- Boulenger, 1888 : Description of a new snake from Muscat, Arabia. Annals and Magazine of Natural History, ser. 6, vol. 2, p. 508-509 (texte intégral).